# 蘭渝線
蘭渝線（らんゆせん、中文表記: 兰渝铁路）は中華人民共和国甘粛省蘭州市と重慶市を結ぶ全長820kmの高速鉄道路線。複線・電化。2016年12月26日、岷県駅から広元駅間が開通、2017年9月29日に夏官営駅から岷県駅間が開通し全線開通となった。

## 概要
全長820kmのうち、甘粛省内が435km、四川省・重慶市内が385kmである。それ以外に、南充市から広安市を経て高興駅に至る南高支線が89kmある。全線が複線の高速鉄道として新規に建設され、設計速度は本線が200～250km、支線が160kmである。
建設費はおよそ774億元で、うち甘粛省内は430億元。鉄道省・甘粛省・四川省・重慶市の合同出資で、およそ６年の工期を予定して、2008年に着工した。

## 歴史
- 2008年8月：着工。
- 2014年8月8日：南高支線が開通。襄渝線を経由して、重慶東駅から２往復の列車が広安南駅まで運行。[2]。
- 2015年1月1日：重慶北駅・渭沱駅間が開通。重慶の主城区から合川駅まで20分で行けるようになった。[3]。
- 2015年12月26日、重慶北駅・広元駅間が開通。[4]。
- 2016年6月28日：蘭州東駅・夏官営駅間が開通、隴海線の旅客列車が、当該区間を利用できるようになった。[5]
- 2016年12月26日：岷県駅・広元駅間が開通。[6]
- 2017年9月29日：夏官営駅・岷県駅間が開通。